# آنا پاتریسیا بوتین
آنا پاتریسیا بوتین (انگلیسی: Ana Patricia Botín؛ زادهٔ ۴ اکتبر ۱۹۶۰) کارآفرین، بانکدار و مدیر ارشد اجرایی اسپانیایی است، که اکنون به‌عنوان رئیس هیئت مدیره گروه سانتاندر فعالیت می‌کند.